# Шарово (Кемеровская область)
Шарово — село в Новокузнецком районе Кемеровской области. Входит в состав Кузедеевского сельского поселения.

## География
Центральная часть населённого пункта расположена на высоте 252 метров над уровнем моря.

## Население
По данным Всероссийской переписи населения 2010 года, в селе Шарово проживает 2 человека (1 мужчина, 1 женщина).